# Vitray
Vitray is een plaats en voormalige gemeente in het Franse departement Allier in de regio Auvergne-Rhône-Alpes. De plaats maakt deel uit van het arrondissement Montluçon.

## Geschiedenis
Vitray is op 1 januari 2017 gefuseerd met de gemeente Meaulne tot de gemeente Meaulne-Vitray.  

## Het huidige dorp

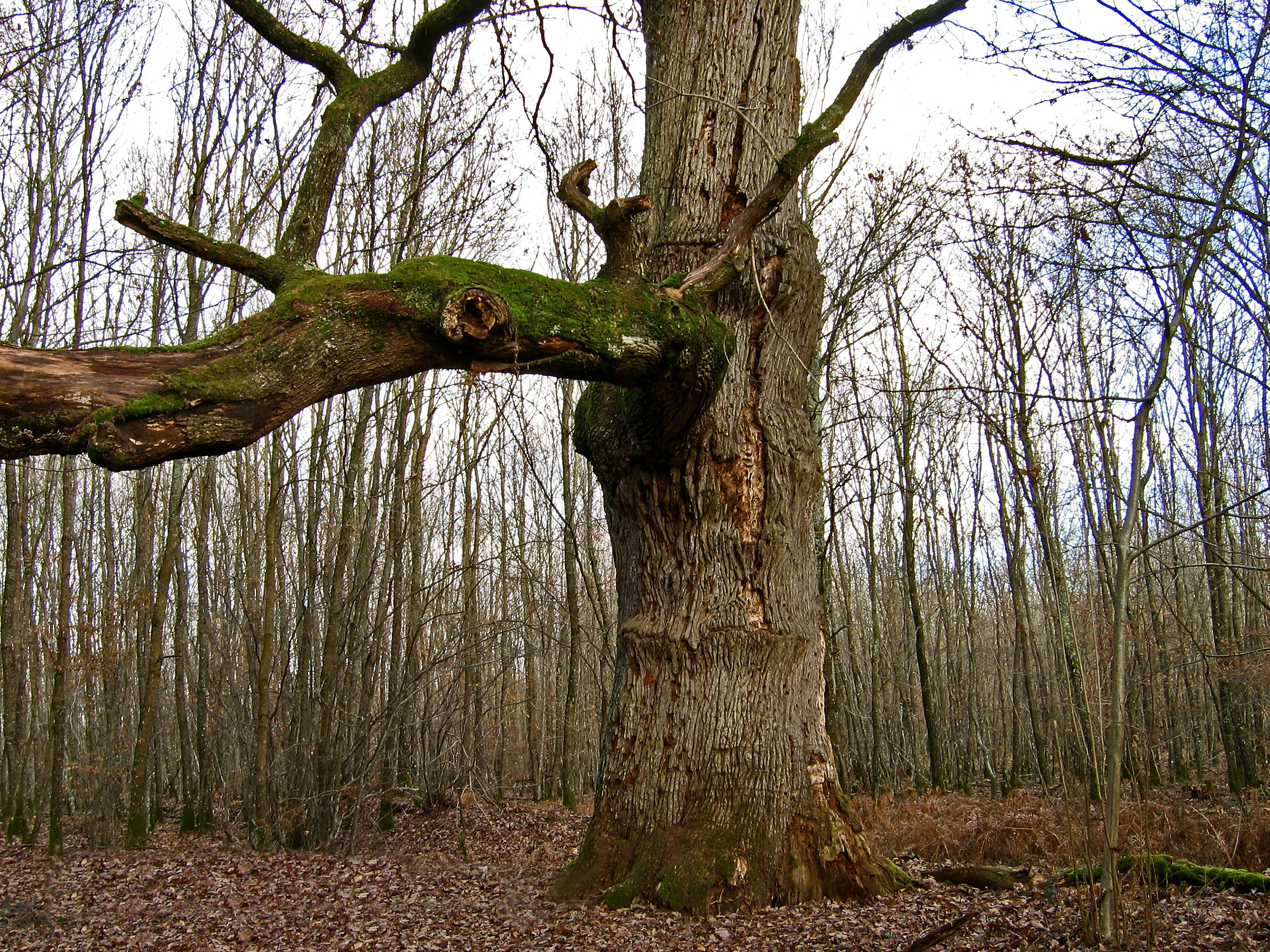
Forêt de Tronçais bij Vitray

Vitray telt 120 inwoners (2009). De plaats maakt deel uit van het arrondissement Montluçon en is gelegen in het kanton Cérilly. Vitray is een van de zestien plaatsen die aan het 10.600 hectare grote nationale monument Forêt de Tronçais grenzen. De 12e-eeuwse kerk, Église Saint Éloi, is sinds 2 juni 1976 historisch monument. Het Château de Vitray is volledig gerestaureerd.

## Geografie
De oppervlakte van Vitray bedraagt 29,3 km², de bevolkingsdichtheid is dus 4,1 inwoners per km². Het laagste punt in de gemeente is 194 meter terwijl het hoogste punt 312 meter is.
De onderstaande kaart toont de ligging van Vitray met de belangrijkste infrastructuur en aangrenzende gemeenten.

## Demografie
Onderstaande figuur toont het verloop van het inwonertal.
Vanwege een beveiligingsprobleem met de MediaWiki Graph-software is het momenteel niet mogelijk deze grafiek weer te geven. Zodra de software is bijgewerkt zal de grafiek vanzelf weer zichtbaar worden.